# Serie Mundial
La Serie Mundial es la serie final de postemporada de las Grandes Ligas de Béisbol, que se juega entre los campeones de las ligas Nacional y Liga Americana. Por jugarse en el mes de octubre, se le conoce también como el Clásico de Otoño.
El ganador de la serie es el primero en ganar cuatro de siete juegos salvo en los años 1903, 1919, 1920 y 1921 cuando fue el ganador de cinco de nueve juegos. La Serie Mundial se ha disputado anualmente desde 1903, con la excepción de los años 1904 y 1994. El equipo con más series ganadas es el de los New York Yankees que ha ganado la serie en 27 ocasiones. En 1994 la Serie Mundial no se jugó debido a una huelga de peloteros que puso fin a la temporada el 30 de agosto tras no llegar a concretarse un acuerdo laboral con los dueños de equipos.

## Historia

### Precursores de las Series Mundiales modernas (1857-1902)

#### Las Series Mundiales originales
Hasta la formación de la Asociación Americana en 1882 como segunda gran liga, la Asociación Nacional de jugadores profesionales de Base Ball  (1871-1875) y luego la Liga Nacional (fundada en 1876) representaban el máximo nivel del béisbol organizado en Estados Unidos. Todos los campeonatos se otorgaban al equipo con el mejor registro al final de la temporada, sin que se jugara una serie de postemporada. De 1884 a 1890, la Liga Nacional y la Asociación Americana se enfrentaron en una serie de partidos al final de la temporada para determinar un campeón general. Estas series eran desorganizadas en comparación con las modernas Series Mundiales, y los términos se fijaban mediante negociación previa de los propietarios de los equipos campeones. El número de partidos jugados oscilaba entre los tres de las 1884 (Providence derrotó a Nueva York por tres a cero) y los quince de las 1887 (Detroit venció a San Luis por diez a cinco). Tanto la 1885 como la 1890 Series acabaron en empate, habiendo ganado cada equipo tres partidos con uno empatado.
La serie fue promocionada y denominada "El Campeonato de los Estados Unidos", "World's Championship Series", o "Series Mundiales" para abreviar.
En su libro Krakatoa: The Day the World Exploded: 27 de agosto de 1883, Simon Winchester menciona de pasada que las Series Mundiales se llamaron así por el periódico New York World, pero esta opinión es discutida.
Sin embargo, las competiciones del siglo XIX no son reconocidas oficialmente como parte de la historia de las Series Mundiales por Major League Baseball, ya que considera que el béisbol del siglo XIX es un prólogo de la era moderna del béisbol. Hasta aproximadamente 1960, algunas fuentes trataban las Series del siglo XIX en pie de igualdad con las posteriores al siglo XIX. Después de aproximadamente 1930, sin embargo, muchas autoridades enumeran el inicio de la Serie Mundial en 1903 y discuten los concursos anteriores por separado.
(Por ejemplo, el Almanaque Mundial y Libro de Hechos de 1929 enumera "Campeonatos Mundiales de Béisbol 1884-1928" en una sola tabla, pero la edición de 1943 enumera "Campeonatos Mundiales de Béisbol 1903-1942").
En tiempos más recientes, la serie ha recibido a veces el apodo de Clásico de Otoño, ya que se juega durante la estación fall en Norteamérica.

#### 1892-1900: "Los años del monopolio"
Tras el colapso de la American Association después de la temporada de 1891, la Liga Nacional volvió a ser la única liga importante. El campeonato de liga se otorgó en 1892 mediante un playoff entre split season campeones. Este esquema se abandonó después de una temporada. A partir de 1893 -y hasta que se introdujo el juego divisional en 1969- el banderín se otorgaba al club que ocupaba el primer lugar en la clasificación al final de la temporada. Durante cuatro temporadas, 1894-1897, los campeones de la liga jugaron contra los subcampeones en la serie de campeonato de postemporada llamada Temple Cup. Un segundo intento con este formato fue la serie Chronicle-Telegraph Cup, que sólo se jugó una vez, en 1900.
En 1901, se formó la American League como segunda gran liga. No se disputaron series de campeonato en 1901 ni en 1902, ya que las Ligas Nacional y Americana luchaban entre sí por la supremacía comercial (en 1902, los mejores equipos optaron en cambio por competir en un campeonato de fútbol americano.

### Series Mundiales Modernas (1903- actualidad)
El nombre dado a la Serie de 1903 fue Serie de Campeonato Mundial (World's Championship Series) fue una serie de ocho partidos entre los Pittsburgh Pirates, de la Liga Nacional y los Boston Americans (después conocidos como Red Sox) de la Liga Americana, ganando el equipo de Boston 5 a 3, más adelante la serie fue conocida como Serie del Mundo (World's Series) y posteriormente Serie Mundial (World Series).
En 1904 el dueño del equipo campeón de la Liga Nacional (New York Giants), John T. Brush, se negó a participar aduciendo una diferencia muy grande de nivel entre las dos ligas (a pesar de que la Liga Americana había ganado la anterior edición del evento). Pero para 1905 propuso reglas que permitirían disputar el certamen a partir del año siguiente. La primera regla consiste en que los jugadores recibirán pago solo durante los cuatro primeros juegos de la Serie, de esa manera no habría interés en prolongar la serie más allá de lo necesario. La segunda es que la administración del evento la haría la organización de las Grandes Ligas y no los clubes. Estas reglas aun se conocen como las Reglas Brush.
En 1925, se adoptó la secuencia de juegos 2-3-2, es decir, un equipo recibe los dos primeros juegos, su contrincante los tres siguientes y el primer equipo los dos últimos. Hasta los comienzos de la década 2000 la secuencia de 2-3-2 se alternaba por año entre liga pero después se impuso una regla que la liga ganadora del Juego De Estrellas en julio de cada año tiene la ventaja de la Secuencia.
En 1994 no hubo Serie Mundial debido a una huelga de peloteros.
En el 2000, la final de la Serie Mundial se disputó entre los dos equipos de Nueva York, los Mets y los Yankees, obteniendo estos últimos el gran triunfo y dándose por primera vez en un siglo la anhelada "Serie del Tren" o "Subway Series".
La Serie Mundial de 2001 la ganaron los Arizona Diamondbacks a los New York Yankees 4 juegos a 3, poniendo fin a la dinastía de Nueva York en los últimos 5 años. Este fue considerada como una de las mejores Series Mundiales de todos los tiempos.
La Serie Mundial de 2004 la ganaron los Boston Red Sox a los Cardinals de Saint Louis 4 juegos a 0, terminando así la tan llamada "Maldición del Bambino" después de 86 años.
La Serie Mundial de 2005 la ganaron los Chicago White Sox a los Astros de Houston 4 juegos a 0, terminando así la tan llamada "Maldición de los Medias Negras" después de 88 años.
La Serie Mundial de 2009 la ganaron los New York Yankees a los Philadelphia Phillies 4 juegos a 2, obteniendo así el más reciente título número 27.
La Serie Mundial de 2010 la ganaron los San Francisco Giants en su primera aparición desde el 2002 a los Texas Rangers 4 juegos a 1, recibiendoles el primer título para la organización desde 1954.
La Serie Mundial de 2013 la disputaron por la Liga Americana el equipo Boston Red Sox contra el equipo de la Liga Nacional, los Cardinals de Saint Louis y la serie fue ganada por los Boston Red Sox en 6 juegos, adjudicándose así su octava corona y primera victoria en el estadio Fenway Park después de 95 años. El jugador más valioso de esta final fue el dominicano David Ortiz.
La Serie Mundial de 2014 la ganaron los San Francisco Giants a los Kansas City Royals 4 juegos a 3, primera vez desde 2002 que dos equipos comodines se enfrentaron en el Clásico de Otoño.
La Serie Mundial de 2015 la ganaron los Kansas City Royals a los New York Mets 4 juegos a 1, primera vez en la historia del Clásico de Otoño que dos equipos de expansión se enfrentan y primer título para Kansas después de 30 años.
La Serie Mundial de 2016 la ganaron los Chicago Cubs en su primera aparición desde el año 1945 a los Cleveland Indians 4 juegos a 3, primera vez desde el año 1908 que los Cubs ganan el campeonato, poniendo fin a la "Maldición de la Cabra".
La Serie Mundial de 2017 la ganaron los Houston Astros (en su segunda aparición en el Clásico de Otoño desde el año 2005) y primero como equipo de la Liga Americana, vencen a Los Angeles Dodgers, 4 juegos a 3, y ganan su primer campeonato. Que años después quedó marcado por un escándalo de espionaje.
La Serie Mundial de 2018 la ganaron los Boston Red Sox a Los Angeles Dodgers 4 juegos a 1, convirtiéndolos como el equipo más dominante de la temporada y el primero de las Grandes Ligas con más campeonatos en el siglo XXI.
La Serie Mundial de 2019 es ganada por los Washington Nationals a los Houston Astros en 7 partidos, siendo este el primer título para la organización, antes conocida como Montreal Expos, el primero en ganar todos los 7 partidos como visitantes y el primero para un equipo de la capital estadounidense desde 1924.
La Serie Mundial de 2020 es ganada por Los Angeles Dodgers a los Tampa Bay Rays en su segunda aparición desde el 2008 en 6 partidos. Este el séptimo título para la organización y el primero desde 1988, a pesar de que lo ganáran en el Globe Life Field (hogar de los Texas Rangers) por la pandemia de COVID-19.

## Campeones
| N.º | Franquicia            | Victorias | Años |
| --- | --------------------- | --------- | --- |
| 1   | New York Yankees      | 27        | 1923, 1927, 1928, 1932, 1936, 1937, 1938, 1939, 1941, 1943, 1947, 1949, 1950, 1951, 1952, 1953, 1956, 1958, 1961, 1962, 1977, 1978, 1996, 1998, 1999, 2000, 2009 |
| 2   | St. Louis Cardinals   | 11        | 1926, 1931, 1934, 1942, 1944, 1946, 1964, 1967, 1982, 2006, 2011                                                                                                 |
| 3   | Athletics             | 9         | 1910, 1911, 1913, 1929, 1930, 1972, 1973, 1974, 1989 |
| 3   | Boston Red Sox        | 9         | 1903, 1912, 1915, 1916, 1918, 2004, 2007, 2013, 2018 |
| 5   | San Francisco Giants  | 8         | 1905, 1921, 1922, 1933, 1954, 2010, 2012, 2014 |
| 5   | Los Angeles Dodgers   | 8         | 1955, 1959, 1963, 1965, 1981, 1988, 2020, 2024 |
| 7   | Pittsburgh Pirates    | 5         | 1909, 1925, 1960, 1971, 1979 |
| 7   | Cincinnati Reds       | 5         | 1919, 1940, 1975, 1976, 1990 |
| 9   | Detroit Tigers        | 4         | 1935, 1945, 1968, 1984 |
| 9   | Atlanta Braves        | 4         | 1914, 1957, 1995, 2021 |
| 11  | Baltimore Orioles     | 3         | 1966, 1970, 1983 |
| 11  | Minnesota Twins       | 3         | 1924, 1987, 1991 |
| 11  | Chicago White Sox     | 3         | 1906, 1917, 2005 |
| 11  | Chicago Cubs          | 3         | 1907, 1908, 2016 |
| 15  | Cleveland Guardians   | 2         | 1920, 1948 |
| 15  | New York Mets         | 2         | 1969, 1986 |
| 15  | Toronto Blue Jays     | 2         | 1992, 1993 |
| 15  | Miami Marlins         | 2         | 1997, 2003 |
| 15  | Philadelphia Phillies | 2         | 1980, 2008 |
| 15  | Kansas City Royals    | 2         | 1985, 2015 |
| 15  | Houston Astros        | 2         | 2017, 2022 |
| 22  | Arizona Diamondbacks  | 1         | 2001 |
| 22  | Los Angeles Angels    | 1         | 2002 |
| 22  | Washington Nationals  | 1         | 2019 |
| 22  | Texas Rangers         | 1         | 2023 |

## Radio y televisión
La Serie Mundial se emitió en radio por primera vez en 1921. Desde 1922 hasta 1926, Westinghouse emitió los partidos en cadena. NBC y CBS emitieron los partidos en cadena nacional por primera vez en 1927. Mutual se sumó a las transmisiones radiales en 1935, y obtuvo los derechos exclusivos en 1939. NBC tuvo los derechos exclusivos desde 1957 hasta 1975, y CBS desde 1976 hasta 1997. Desde 1998, ESPN Radio tiene los derechos exclusivos.
La Serie Mundial se emitió en televisión por primera vez en 1947. En 1951, NBC obtuvo los derechos exclusivos y comenzó a emtir los partidos en cadena nacional. La Serie Mundial 1955 fue la primera en emitirse en televisión en color. En 1977, ABC comenzó a emitir los partidos los años impares, y NBC continuó los años pares. CBS obtuvo los derechos exclusivos desde 1990 hasta 1993. Luego de la huelga de 1994, ABC y NBC se repartieron los partidos de la Serie Mundial 1995. Fox y NBC alternaron las transmisiones desde 1996 hasta 1999. Fox tiene los derechos exclusivos de la Serie Mundial desde 2000. En 2004 comenzó a transmitir la Serie Mundial en alta definición.
La Serie Mundial de 2016 tuvo un promedio de 23,4 millones de espectadores por la cadena Fox, alcanzando 40,0 millones de espectadores promedio en el séptimo partido.